# Кишино
Кишино (мкд. Кишино) је насеље у Северној Македонији, у средишњем делу државе. Кишино је село у саставу општине Лозово.

## Географија
Кишино је смештено у средишњем делу Северне Македоније. Од најближег града, Велеса, насеље је удаљено 20 km источно.
Насеље Кишино се налази у југозападном делу историјске области Овче поље. Оно смештено на месту где поље прелази у горје, које се пружа јужно, ка реци Брегалници. Надморска висина насеља је приближно 430 метара.
Месна клима је блажи облик континенталне због близине Егејског мора (жарка лета).

## Становништво
Кишино је према последњем попису из 2002. године имало 22 становника.
Већинско становништво су етнички Македонци (100%). До почетка 20. века искључиво становништво у селу били су Турци.
Претежна вероисповест месног становништва је православље.